# Gliese 638
Gliese 638 (GJ 638 / HD 151288 / HIP 82003) es una estrella en la constelación de Hércules situada a unos 2º de la brillante ζ Herculis. De magnitud aparente +8,11, no es visible a simple vista. Se encuentra a 31,9 años luz de distancia del sistema solar.
Catalogada como de tipo espectral K7V —K5 según la base de datos SIMBAD—, Gliese 638 es una enana naranja que, como el Sol, obtiene su energía a partir de la fusión de hidrógeno en su interior. Dentro de las enanas naranjas, se sitúa entre las más frías y menos luminosas; tiene tan sólo un 4,8% de la luminosidad solar, siendo su radio equivalente al 72% del radio solar y su masa de 0,68 masas solares.
Groombridge 1618 es una estrella cuyas características físicas son muy semejantes a las de Gliese 638, si bien está situada a la mitad de distancia de la Tierra que ésta.
Existe evidencia de que Gliese 638 puede ser una estrella variable, con una pequeña variación en su brillo entre magnitud +8,09 y +8,11, recibiendo la denominación provisional, como variable, de NSV 7951.
El sistema estelar conocido más cercano a Gliese 638 es ζ Herculis, situado a 3,56 años luz de distancia.